# ウィリーウィンキー
株式会社ウィリーウィンキー（Willie Winkie Co., Ltd.）は、かつて存在した香川県に本社を置く四国旅客鉄道（以下JR四国とする）のグループ企業である。駅構内でのパンの販売などをしていた。JR四国（1号店は国鉄）の直営店舗として運営していたが、1993年2月24日に株式会社ウィリーウィンキーを設立した後は、同社が運営していた。
社名・店名の由来は、アンデルセン童話「眠りの精オーレおじさん」が英訳された際、スコットランドの古い童話に出てくる「眠りの精ウィリーウィンキー」の題名がつけられたことから、快眠・快夢へと誘う傘に代えて、おいしいパンを通じて、楽しい憩いのひとときを贈りたい、と言う願いを込めたものであるとされている。 

## 沿革
- 1987年2月2日 ウィリーウィンキー朝倉店開業（1号店）
  - 朝倉駅駅舎の改築に合わせて開業が計画された。この駅舎はログハウスで「店舗の中の駅」という発想の駅舎でもあった。
- 1988年1月22日 ウィリーウィンキー松山店・高知店開業
- 1993年2月24日 株式会社ウィリーウィンキー設立[1]。
- 2020年10月1日 株式会社ステーションクリエイト東四国（現・JR四国ステーション開発株式会社）に合併され消滅した[2]。2020年8月時点で現存する10店舗のうち7店は9月15日にいったん閉店後、10月1日よりマーメイドベーカリーパートナーズの「リトルマーメイド」として再開店し[3]、残る3店舗は8月31日を最後に閉店する[4][5]。同時にマーガレットクラブのサービスを再開。

## 歴代社長
| 代数 | 氏名       | 在任期間                      | 出身校 | 備考 |
| ---- | ---------- | ----------------------------- | ------ | ---- |
|      | 秋山二三夫 | - 2013年6月                   |        |      |
|      | 塩田忠幸   | 2013年6月 - 2019年6月20日     |        |      |
|      | 真田義人   | 2019年6月21日 - 2020年9月30日 |        |      |

## 工場
- ウィリーウィンキー国分寺工場（香川県綾歌郡国分寺町新居229-1）

## かつて存在した店舗

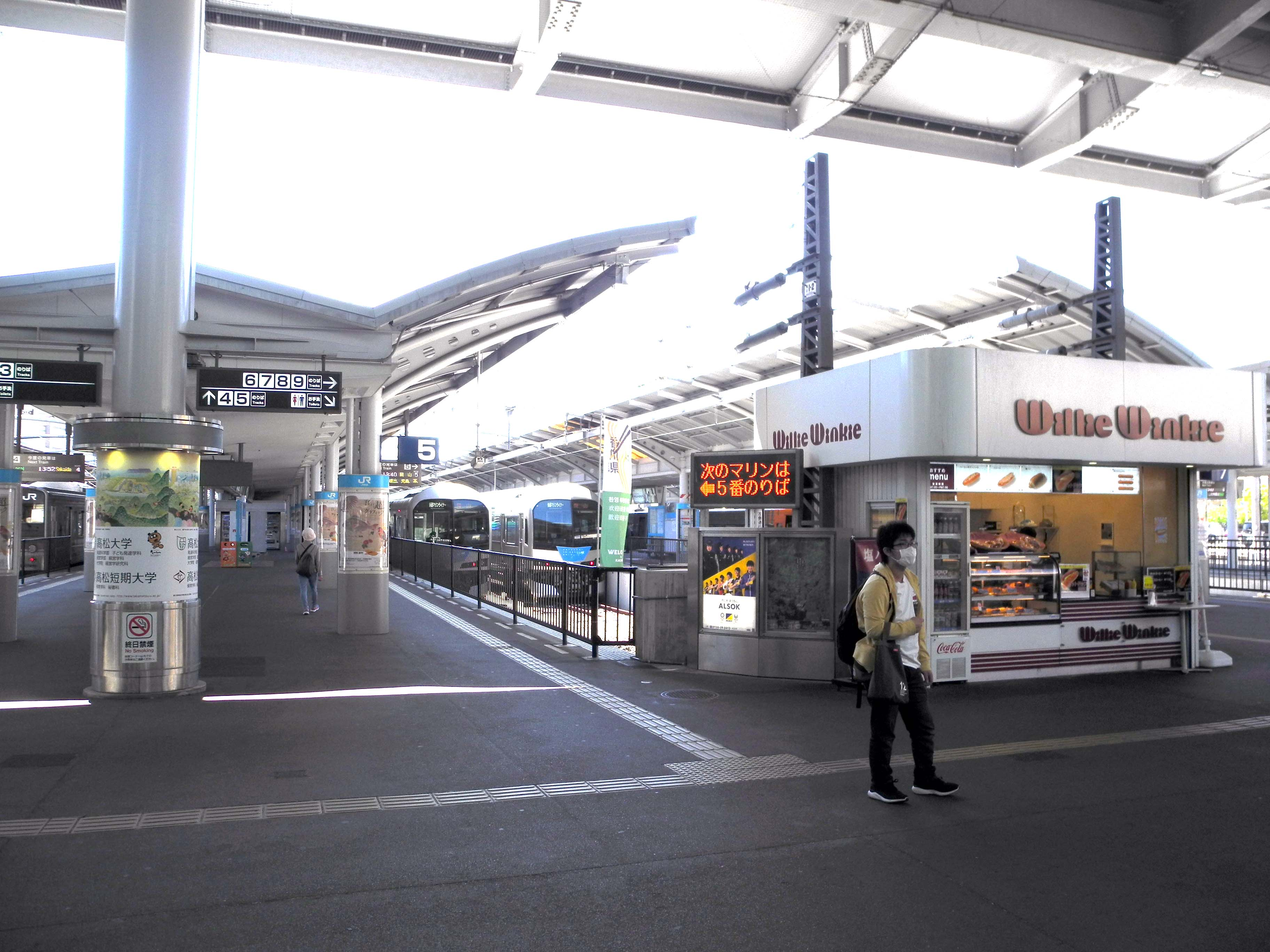
高松駅ワゴン店

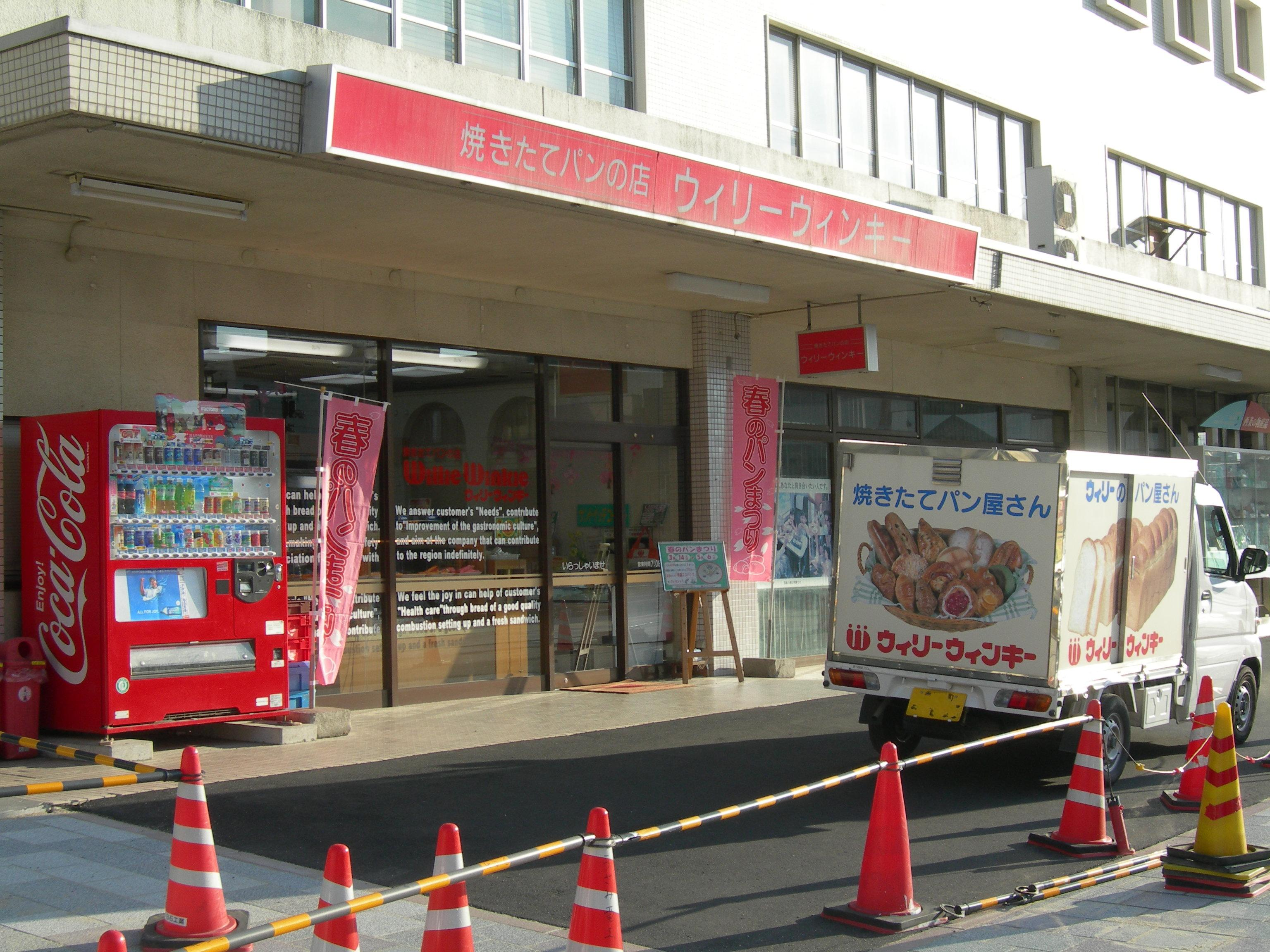
西条店

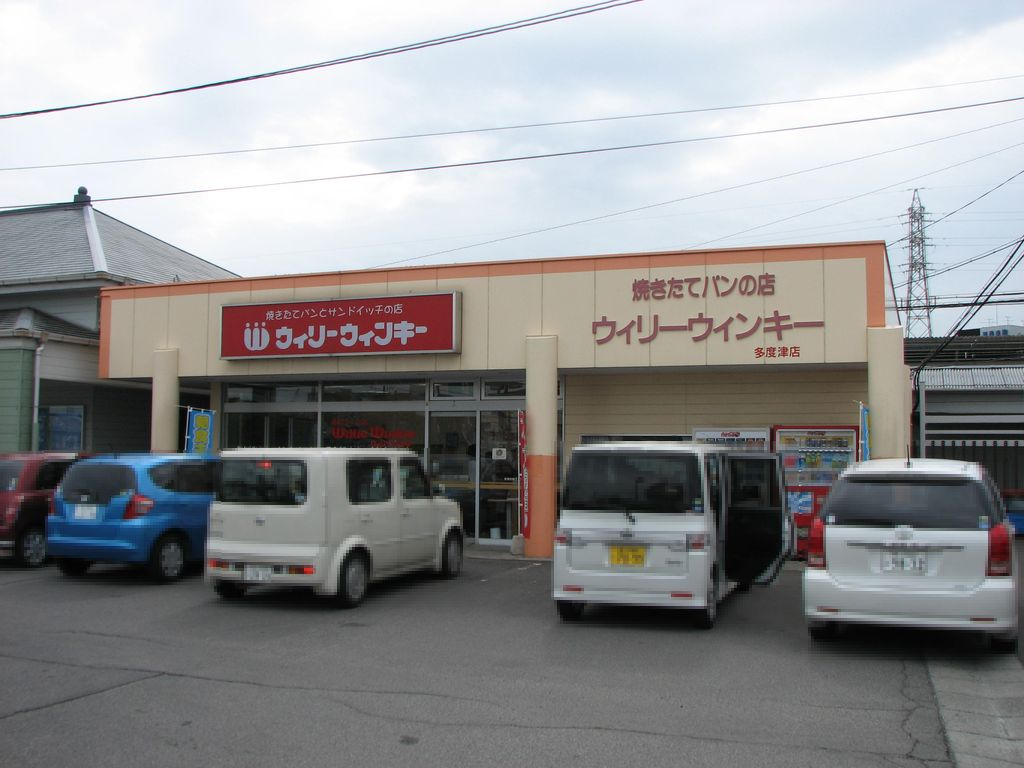
多度津店

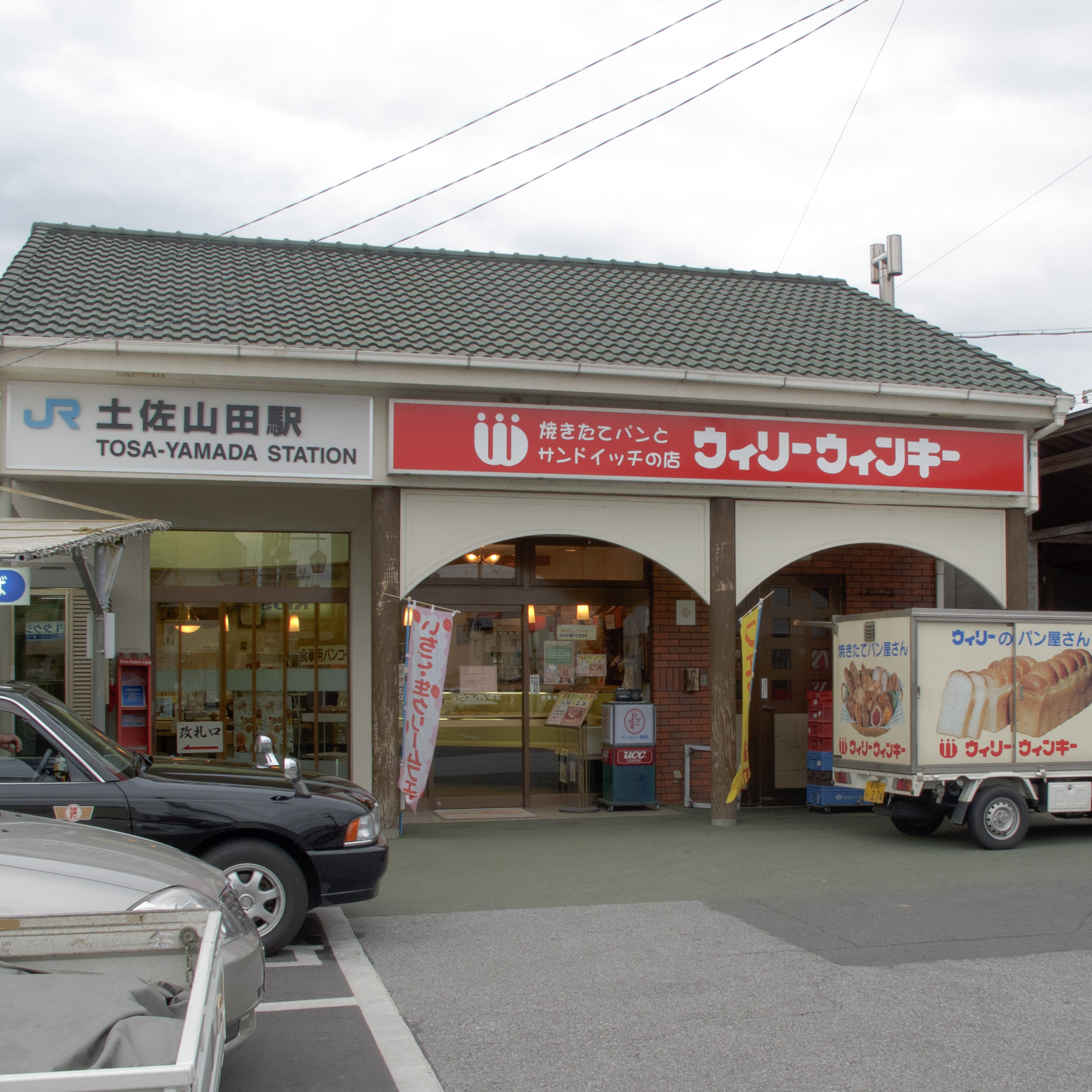
山田店

2020年9月15日に閉店し、同年10月1日よりリトルマーメイドに転換した店舗
- 高松店（1990年2月9日開店[6]）
- 高松駅ワゴン店（高松駅改札内）（1990年2月9日開店[7]）
- 坂出店
- 多度津店（1989年11月1日開店[7]）
- 川之江店（1991年11月25日開店[8]）
- 今治店
- 松山店
- 高知店（高知駅2代目駅舎、高知県高知市北本町2-7-11→高知駅3代目駅舎、高知県高知市栄田町2-1-10）

それ以外の閉店店舗
ウィリーウィンキー
- 瓦町FLAG店（2017年6月1日開店 - 2019年6月28日閉店）唯一JR四国以外の駅（ことでん瓦町駅）に隣接していた店舗
- 丸亀店（1988年開店- 2018年12月25日一時閉店。2019年完全閉店。）
- 詫間店（2016年3月31日閉店）（香川県三豊市詫間町松崎715）
- 本山店（1991年12月12日開店[8]）
- 観音寺店（香川県観音寺市栄町１丁目4-30）
- 栗林店（1990年2月10日開店[6]）香川県高松市藤塚町3-19
- 屋島店（1993年4月28日開店[9]）
- 津田店（1991年11月7日開店[8]）
- 三本松店
- 引田店
- 徳島店（2020年4月23日閉店）（徳島クレメントプラザ地下1階食品コーナー、徳島県徳島市寺島本町西1-61→旧ジェイアール四国バス徳島バスプラザ跡地、徳島県徳島市寺島本町東3-15-1）
- 徳島駅ワゴン店（徳島県徳島市寺島本町西1-61）
- 安宅店（唯一駅に隣接していない場所に存在した店舗で、徳島市安宅のJR四国の社員寮前に立地した）
- 鴨島店（1992年7月1日開店[9][10]）
- 川島店（1991年10月5日開店[11]）
- 貞光店
- 二軒屋店
- 日和佐店（1992年5月9日開店[9][12]）
- 多喜浜店
- 西条店（2019年12月25日閉店）愛媛県西条市大町859-1
- 小松店（1991年10月5日開店[11]）
- 大西店（1991年11月25日開店[8]）
- 菊間店（1991年11月7日開店[8]）
- 八幡浜店（1993年3月1日開店[13]）
- 卯之町店（愛媛県東宇和郡宇和町卯之町2-1-1316）
- 宇和島店（1989年10月1日開店[7] - 2017年9月29日一時閉店。後に完全閉店）愛媛県宇和島市錦町10－1
- 山田店（1991年11月25日開店[8]、2011年2月28日閉店）高知県香美市土佐山田町東本町1-5-1
- 旭店（1989年8月20日開店[7] - 2013年7月31日閉店）高知県高知市旭駅前町49
- 朝倉店（1987年2月2日開店）1号店
- 須崎店（1992年10月1日開店[9][14]）
- 南小松島店（1993年6月10日開店[9] - 2020年8月31日閉店[4]）
- 徳島駅baked cake shop（2010年11月20日開店 - 2020年8月31日閉店[4]）（徳島駅コンコース券売機横、徳島県徳島市寺島本町西1-61）
- 新居浜店（1989年9月21日開店[7] - 2020年8月31日閉店[4]）

シェラン
- 坂出店（香川県坂出市元町1-1-1）
- 今治店（愛媛県今治市北宝来町1-729-8）